# Szerv (biológia)
Szervnek (latinul: organum) nevezzük a biológiában azokat a szövetcsoportosulásokat, amelyek anatómiailag és funkcionálisan egy bizonyos tevékenységre specializálódtak.

## Szövetek és szervek
A fő szövetféleség mellett, mely a szerv jellegét adja, találunk más szöveteket is, mint például támasztószövetet (kötőszövet), és tápláló szövetet (erek). Például az izomnak mint szervnek a fő alkotószövete az izomszövet, de mellette még találunk kötőszövetet, vérereket, nyirokereket, idegeket. Ezek nélkül a szerv nem lenne működőképes.
Ezenkívül az élőlény fejlődése során egy szervnek jól elkülöníthető fejlődési vonala van. 

## Szervrendszerek
Több összehangolt működésű szerv szervrendszert alkot. Például az emésztőrendszer alkotásában részt vesznek a következő szervek: a nyelv, a fogak, a nyelőcső, a gyomor, a belek, máj stb. Az egyes szervek/szervrendszerek összessége alkotja a szervezetet.